# Luizão (futebolista)
Luiz Guilherme Vieira da Silva, mais conhecido como Luizão (Jaraguá do Sul, 19 de fevereiro de 2003), é um futebolista brasileiro que atua como atacante. Atualmente, está no Brusque.

## Carreira
Luizão, cria da base do Coritiba, teve início de sua trajetória profissional em 2021.
Após pouca minutagem e o não aproveitamento no clube paranaense, o mesmo jogou por empréstimo no Tombense.
Pós suas duas primeiras temporadas o mesmo embarca ao mundo árabe, tendo passagens pelo Al-Wasl e Dibba Al-Hisn ambos do Emirados Árabes.
No meio da temporada de 2025, Luizão acerta seu retorno ao Brasil para disputar a Série C pelo Brusque.

## Títulos
Coritiba
- Campeonato Paranaense: 2022